# Lélio neboli návrat do života
Lelio aneb návrat k životu, franc. Lélio ou le Retour à la vie, op. 14b, je dílo francouzského hudebního skladatele Hectora Berlioze, kde se střídá próza přednášená recitátorem, s orchestrálními a sborovými částmi. Dílo je napsáno jako volné pokračování k autorově Fantastické symfonii.

## Historie
Na díle začal Berlioz pracovat v Itálii roku 1831, a dokončena byla na Pařížské konzervatoři 9. prosince 1832 pod názvem Le Retour à la vie, mélologue en six parties (Návrat k životu, melodram o šesti částech). Na žádost Ference Liszta bylo dílo revidováno kvůli jedné repríze v Výmaru roku 1855 a zveřejněno následujícího roku.

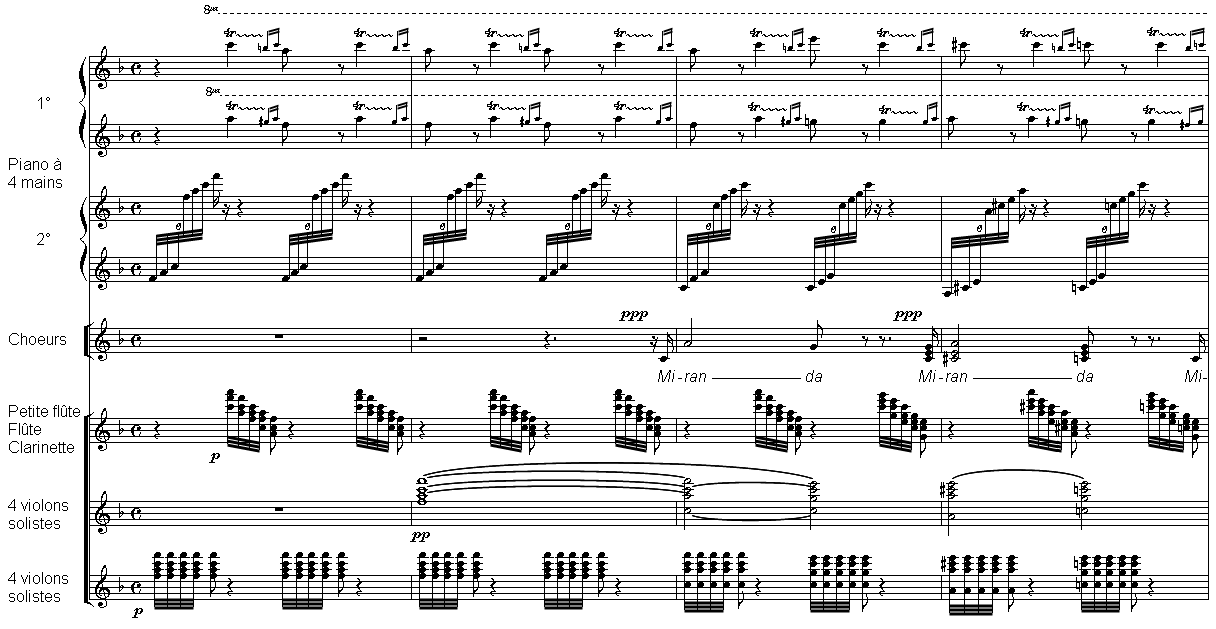
Berlioz - Lélio, piano dans l'orchestre

Lélia napsal Berlioz jako pokračování k Symphonie fantastique, Fantastické symfonii, a podle jeho slov 
| „ | má být dílo provedeno bezprostředně po Symfonii fantastické, jejíž je dodatkem a završením. | “ |

 V Léliovi se znovu objevuje idée fixe (vracející se hudební motiv, v tomto případě symbolizující milovanou bytost). Stejně jako symfonie, je i Lélio inspirován skladatelovými tragickými milostnými zkušenostmi s Harriet Smithsonovou (symfonie), a s Camille Moke (Lélio), ženy, jež ukončily manželství se skladatelem, což vedlo k jeho úvahám o sebevraždě. Lélio je skladatelovou alegorií, pomocí níž překonává svou beznaděj a díky hudbě a literatuře se "navrací zpět k životu". Berlioz tak přišel na jiné myšlenky, tím, že Lélio hovoří o Harriet Smithsonové (jež se později stala jeho manželkou). Symfonie popisuje zklamaného umělce, který se pokusil předávkovat opiem, což způsobilo sérii stále hrůzostrašnějších vizí. Naopak Lélio je výpovědí umělce, jenž se probudil z těchto snů, meditujícího nad Shakespearem, nad svým smutným osudem a neúspěchem u žen. Umělec, jenž došel k poznání, že nelze zapomenout na neopětovanou lásku, se zcela pohroužil do hudby. Poté úspěšně dirigoval orchestr při uvedení své nové skladby a příběh končí dobře.
Lélio je rozdělen do šesti částí přednášené hercem (recitátorem) stojícího na scéně před oponou zakrývající orchestr. Dramatické monology recitátora provázejí významem hudby v jednotlivých etapách v životě skladatele. Na začátku a v závěru díla se opakuje téma 'idée fixe, spojující Lélia s Fantastickou symfonií.

## Struktura díla
Skladba v šesti částech:
1. Le pêcheur. Ballade (Rybář. Balada) – Na motivy překladu Goetheho balady Der Fischer.
2. Chœur d'ombres (Sbor stínů) – Navození přízračné shakespearovské atmosféry Hamleta. Tato část zpracovává úryvky kantáty La mort de Cléopâtre (Smrt Kleopatry).
3. Chanson de brigands (Píseň lupičů) – Oslava vysvobození bandity v Kalábrii.
4. Chant de bonheur – Souvenirs (Píseň štěstí – hymnus) – hudba z kantáty La mort d’Orphée (Smrt Orfeova) (1827).
5. La harpe éolienne (Aiolská harfa – Vzpomínky), pro samotný orchestr – hudba z kantáty La mort d’Orphée (Smrt Orfeova). Aiolská harfa je významný inspirační symbol umění doby romantismu.
6. Fantaisie sur la "Tempête" de Shakespeare (Fantazie na Shakespearovu „Bouři“) – Na motivy Shakespearova díla Bouře pro orchestr a sbory (zpívané v italštině. "Toto dílo jako první předepisuje použití klavíru jako orchestrálního nástroje. Berlioz, který se jen zřídka opakoval, tak již poté nikdy neučinil" (The work marks the first appearance of the piano as an orchestral instrument. Berlioz, who rarely repeated himself, never made use of it again - Cairns p.382).